# Nicole Maines
Nicole Amber Maines est une actrice américaine, née le 7 octobre 1997 à Gloversville (État de New York).

## Biographie
Nicole et son frère Jonas, vrais jumeaux à la naissance, ont été adoptés bébé par Wayne et Kelly Maines.
Assignée garçon à la naissance, elle indique plus tard qu'elle savait, dès l'âge de trois ans, appartenir au genre féminin. Lorsqu'elle se décide d'entamer une transition de genre, elle choisit pour prénom Nicole, en référence au personnage de Nicole Bristow, de la série américaine Zoé.
Sous le pseudonyme de Susan Doe, elle attaque en juin 2013 son lycée devant la Cour judiciaire suprême du Maine (affaire Doe v. Clenchy (en)). Elle obtient ainsi le droit pour les personnes trans d'utiliser les toilettes de leur choix,,,,.
Elle étudie à l'Université du Maine avant de se tourner vers le métier d'actrice.
En 2015, elle prend la décision d'entreprendre une chirurgie de réattribution sexuelle.

### Carrière
Vedette du documentaire HBO The Trans List,,,, elle est aussi le sujet du livre Becoming Nicole de Amy Ellis Nutt,,. Elle fait également une apparition dans un épisode de Royal Pains, dans lequel elle joue le rôle d'une adolescente transgenre,.
En 2018, elle est embauchée pour jouer Laurel, une adolescente transgenre dans le film de vampire féministe Bit, dirigé par Brad Michael Elmore. C'est la première fois qu'elle apparait au cinéma.
Au San Diego Comic-Con 2018, il est annoncé qu'elle rejoint le casting principal de la série Supergirl pour jouer la première super-héroïne transgenre, Nia Nal/Dreamer,. La même année, elle accède à une notoriété internationale pour avoir joué le rôle principal de Nia Nal/Dreamer, une super-héroïne transgenre, pendant 3 saisons de 2018 à 2021 de la série télévisée Supergirl. Elle confie aux journalistes : « C’est la super-héroïne dont on a besoin en ce moment. […] J’aurais aimé qu’il y ait une super-héroïne transgenre quand j’étais enfant ».

## Filmographie

### Séries télévisées
- 2015 : Royal Pains : Anna (1 épisode)
- 2018 - 2021 : Supergirl : Nia Nal / Dreamer (rôle principal saison 4 à 6 ; 49 épisodes)
- 2020 :  Legends of Tomorrow : Nia Nal / Dreamer (1 épisode)
- 2023 : Flash : Nia Nal / Dreamer (1 épisode)
- 2023 : Yellowjackets : Lisa (saison 2)
- 2025 :  Clean Slate : White Natasha (saison 1 épisode 7)

### Cinéma
- 2019 : Bit de Brad Michael Elmore : Laurel

### Émissions
- 2016 : The Trans List : elle-même
- 2018 : Not Your Skin : elle-même
- 2018 : The Ellen DeGeneres Show : elle-même